# Grand Ventron
Der Grand Ventron (deutsch: Winterau) ist ein Berg in den Vogesen. Seine Höhe beträgt 1204 Meter. Er liegt auf der Grenze der Départements Haut-Rhin (Oberelsass) und Vosges westlich der kleinen Gemeinde Wildenstein im Regionalen Naturpark Ballons des Vosges und in der Réserve naturelle nationale du massif du Ventron.

## Lage

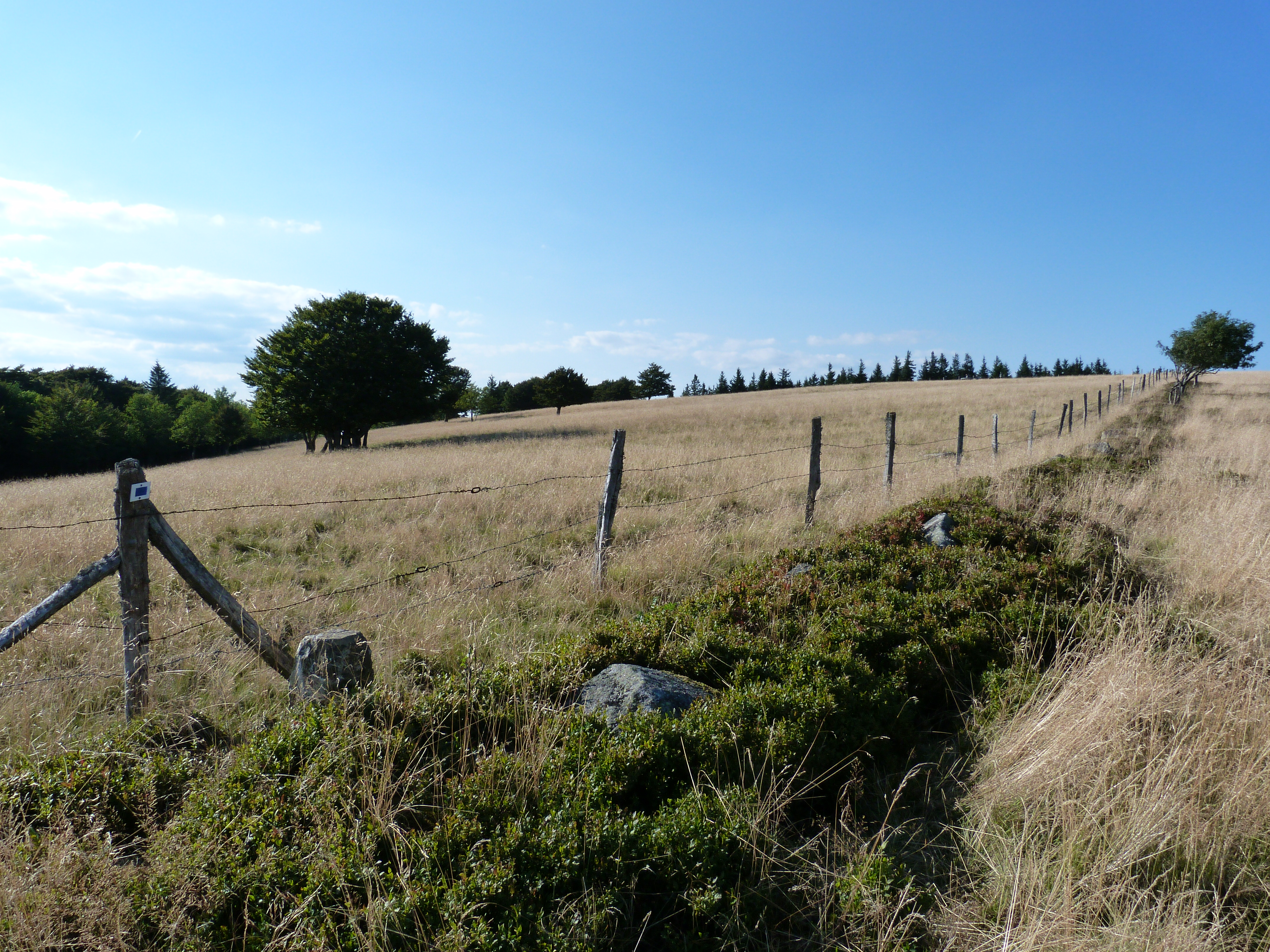
Der Grand Ventron

Der Grand Ventron liegt auf dem Kamm, der die Grenze zwischen dem Elsass und Lothringen bildete und der südlich vom Col d’Oderen und nördlich vom Col de Bramont überschritten wird. Der nächstgelegene Ort unweit westlich des Gipfels ist Chaume du Grand Ventron. Östlich des Bergs verläuft etwa in Nord-Süd-Richtung das Thurtal (Vallée de la Thur) mit den Gemeinden Wildenstein und Kruth (deutsch: Krüt) und dem Stausee Lac de Kruth-Wildenstein. Der Berg ist vom lothringischen Ventron und von Cornimont aus über kleine Straßen erreichbar.

## Tourismus
Der im Bereich der Hautes Chaumes (Hochweiden, alemannisch: Wasen) gelegene Grand Ventron bietet eine sehr gute Aussicht. Der verhältnismäßig lange Aufstieg führt überwiegend durch Wald und kann bis in den Juni durch Schnee verlaufen. Auf dem Gipfel befindet sich eine Orientierungstafel. Am Grand Ventron gibt es eine Schutzhütte des Club Alpin Français und in La Chaume du Grand Ventron ein Gasthaus.
Die Umgebung bietet bescheidene Möglichkeiten für den Skisport (Station Brabant im Nordwesten).